# World Port Center

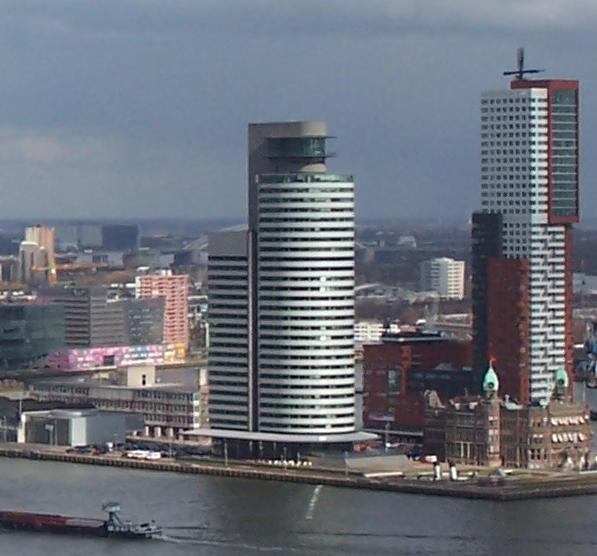
World Port Center (Silbernes Gebäude in der Mitte) von der anderen Rheinseite. Rechts davon Hotel New York und Montevideo, links das Kreuzfahrtterminal.

Das World Port Center ist ein Hochhaus in Rotterdam. Das von Norman Foster konzipierte Gebäude stammt aus den Jahren 1998 bis 2000. Das mit 124 Metern (133 Meter samt Antenne) derzeit neunthöchste Gebäude der Niederlande ist ein wichtiges Prestigeobjekt im Stadterneuerungsprogramm Kop van Zuid und liegt an herausgehobener Stelle direkt an der Nieuwe Maas gegenüber dem Rotterdamer Stadtzentrum zwischen dem Kreuzfahrtterminal, dem Hotel New York und dem Montevideo-Turm, dem höchsten Wohngebäude der Niederlande.
Das World Port Center beherbergt auf der Hälfte der Fläche den Havenbedrijf Rotterdam N.V., die Hafenverwaltung des größten europäischen Hafens. Auf seinem Dach befindet sich ein blauer Laserstrahl, der in Zeitlupe den Morsecode für "WPC" sendet.